# Tsubo-niwa
Un tsubo-niwa (坪庭/壷庭/つぼにわ?)  es un tipo de jardín pequeño de Japón.Los tsubo-niwa han sido descritos como "jardines cuasi-interiores" y son una característica clave de algunas casas tradicionales japonesas, como las machiya (tdl. ‘casapueblo’). Se valoran por su belleza y por incorporar la naturaleza al edificio.
Algunos tsubo-niwa también son impluvios que recogen agua de lluvia; otros contienen pozos de agua subterránea. Son lugares tradicionales para temizu (lavado de manos). También proporcionan luz y ventilación.
Como las tablas del piso de un edificio japonés tradicional generalmente están elevadas sobre el suelo, un niwa es un área sin piso de madera; las tablas del piso que rodean un jardín pueden formar una terraza llamada engawa .

## Etimología y terminología
El término tsuboniwa proviene de tsubo (坪?), una unidad de medida (igual a 1×1 ken, el tamaño de dos tatamis (pisos y colchonetas para dormir), aproximadamente 3,3 metros cuadrados (35,5 ft²) ), y niwa, que significa "jardín". Otras grafías de tsubo-niwa se traducen como "jardín en contenedor", y un tsubo-niwa puede diferir en tamaño de la unidad de medida tsubo.
Existen varios términos diferentes para describir la función de los jardines de las casas urbanas. Los jardines de patio de todos los tamaños se conocen como naka-niwa, "jardines interiores"; jardines conocidos como tōri-niwa (通り庭?) (tdl. ‘jardín de pasaje’) incluyen tanto el mise-niwa (jardín de entrada a tienda) como el hashiri-niwa (jardín de pasillo, a menudo cubierto en su mayor parte y utilizado como cocina). El zensai-niwa se encuentra en la parte delantera de una casa tradicional, y a menudo se encuentran tsubo-niwa adicionales en el interior y en la parte trasera.

## Historia

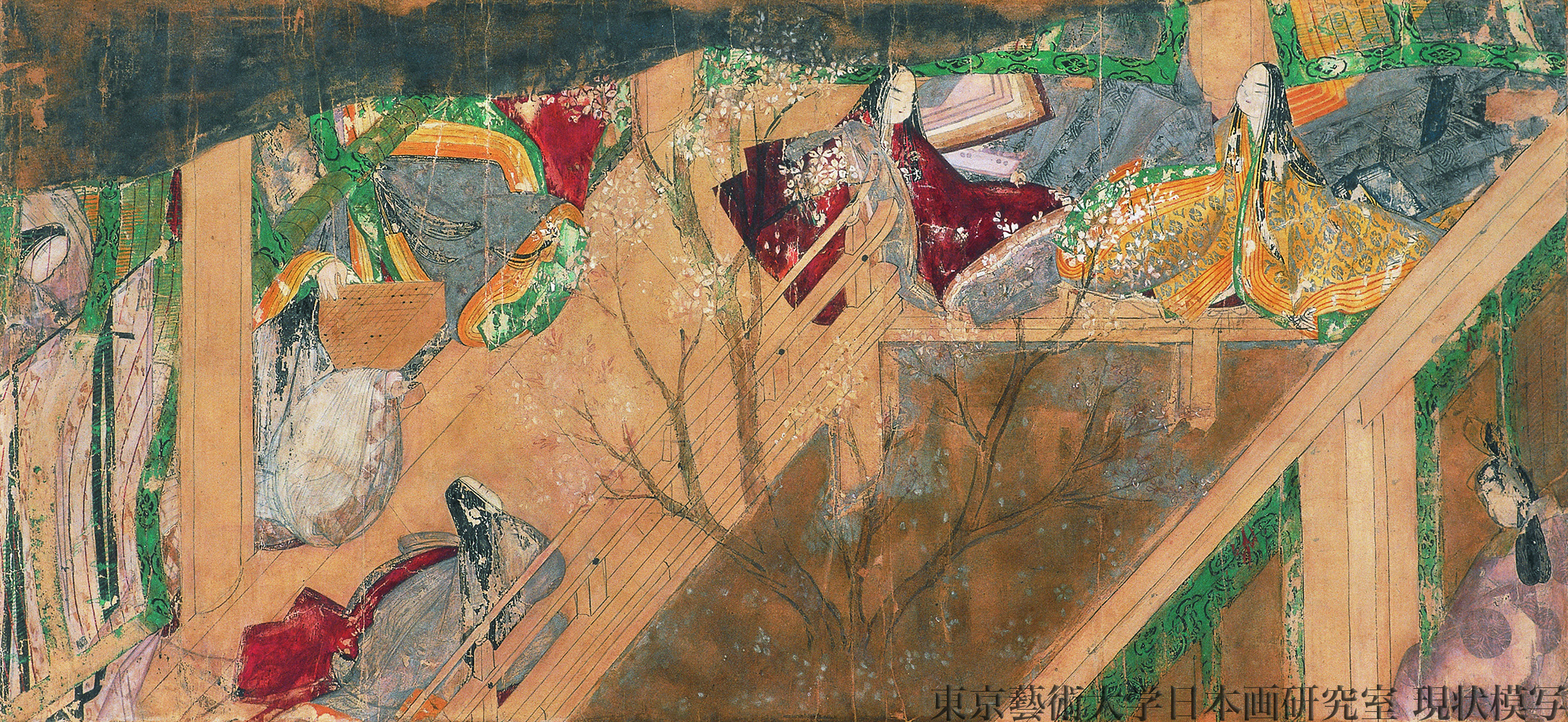
Cortesanos alrededor de un tsubo-niwa, ilustración de El cuento de Genji, periodo Heian (c. 1130)

Los tsubo-niwa se encontraban originalmente en los patios interiores de los palacios del período Heian, diseñados para dar una vista de naturaleza y brindar privacidad para los residentes de la parte trasera del edificio. Estos podían ser tan pequeños como un tsubo, aproximadamente 3,3 metros cuadrados (3,9 yd²).

Durante el período Edo, los comerciantes comenzaron a construir pequeños jardines en el espacio entre sus tiendas, que daban a la calle, y sus residencias, ubicadas detrás de la tienda. Estos pequeños jardines fueron hechos con el propósito de ser vistos, pero no para ser ingresados, y generalmente contaban con una linterna de piedra, un estanque de agua, escalones y algunas plantas, ordenados al estilo cha-niwa (jardín de [casa de] té), que estaba de moda.

Los tsubo-niwa obtuvieron mayor popularidad a principios del siglo XXI, y se pueden encontrar en muchas residencias, hoteles, restaurantes, y edificios públicos japoneses. Espacios interiores con múltiples pisos y subterráneos presentan dificultades para la cultivación de los tsubo-niwa; para esto, se ha usado la luz artificial, iluminación anidólica (usando cables de fibra óptica para transmitir la luz solar, y una combinación de ambas técnicas.

## Objetivo
Los tsubo-niwa son usados para brindar un poco de naturaleza a un espacio interior, crear una conexión entre el espacio interior y el exterior, y hacer que un espacio interior se sienta más grande; también pueden funcionar como patios de luces. Varios tsubo-niwa son usados para proveer ventilación pasiva en una casa pequeña, permitiendo que entren brisas por el espacio habitado (véase tablinum). También pueden contener una cuenca, usada tradicionalmente para el temizu, un lavado de manos.
Los tsubo-niwa suelen ser establecidos en una parte del hogar donde puedan ser vistos por los ocupantes mientras relajan o cenan.Los restaurantes también pueden tener un tsubo-niwa puesto para que los clientes puedan verlo mientras comen.
Los tsubo-niwa usan menos espacio que jardines más grandes y son más económicos para montar. A 2012, el costo de su instalación profesional estaba en los bajos cien mil yen (bajos mil dólares estadounidenses). Equipos de piezas para crearlo uno mismo cuestan desde un décimo del precio de una instalación profesional. También ocupan menos mantenimiento, el cual es considerado un acto de meditación.

## Contenido
Los tsubo-niwa típicamente contienen una linterna tōrō funcional y un chōzu-bachi (cuenco de agua), como un tsukubai. También pueden contener esculturas. Una buena porción puede ser rellenado con grava, con piedras más grandes colocadas, cuidadosamente rastrillado y mantenido libre de malezas. El uso de plantas puede ser muy mínimo y rodeado de piedras, o el área entera puede ser cubierta de vegetación. Se necesitan plantas adaptadas a la sombra porque los patios pequeños rara vez será expuesta a la luz solar directa. Plantas diminutas también pueden ser usadas. Unos pocos tallos de bambú son comunes pero no ubicuos. Plantas artificiales también son usadas en algunos casos.

## Tsubo-niwafamosos

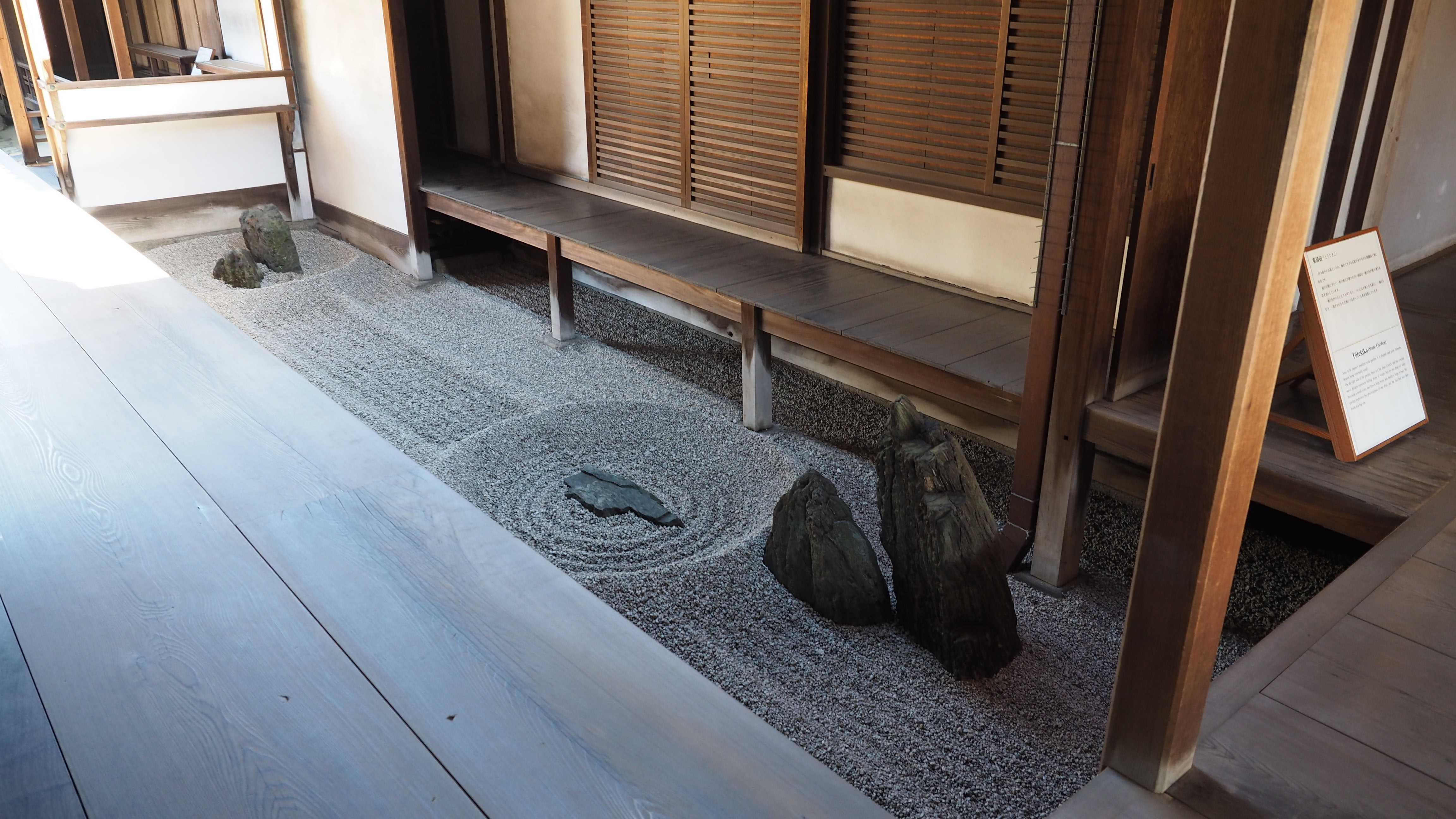
Totekiko, un famoso jardín tsubo-niwa, tiene estilo karesansui y no utiliza vegetación.

Un buen ejemplo de un tsubo-niwa del período Meiji se puede encontrar en la villa de Murin-an en Kioto. Totekiko es un famoso jardín de patio que no utiliza vegetación alguna.